# Teresa Carbó i Comas
Teresa Carbó Comas (Begur, 1908 - el Soler, 2010) va ser una militant de la Federació Comunista Catalanobalear, del Bloc Obrer i Camperol i del Partit Obrer d'Unificació Marxista, i una mestra esperantista molt vinculada a Palafrugell. També va ser organitzadora del Socors Roig i membre de la resistència antifranquista durant l'exili. Té un carrer dedicat a Palafrugell. El seu fons documental es conserva a l'Arxiu Municipal de Palafrugell.
Tot i que va néixer a Begur, de ben petita es va traslladar amb la família a Palafrugell, on va passar la infantesa i part de la joventut. El 1922, amb només 14 anys, va entrar a treballar en una fàbrica de taps de suro, i va començar a contactar amb l'obrerisme organitzat. Es va iniciar en l'esperantisme durant la dictadura de Primo de Rivera. Es va casar civilment l'any 1928 amb Esteve Morell, i ells dos varen ser fundadors de l’Akademio Enciclopedia d'Esperanto. Creada el febrer de 1929, era una escola esperantista a Barcelona, al barri de Sants on vivien, en el marc de la cooperativa La Flor de Maig.
Durant la guerra, en col·laboració amb l'organització Socors Roig, Teresa Carbó anava als hospitals i ajudava en diferents tasques (feia fitxes dels ferits del POUM, avisava a les famílies, s'ocupava de les donacions de roba...). Va portar una manta i menjar a Andreu Nin quan el van detenir després dels fets de maig del 1937. En assabentar-se de la seva detenció, es va presentar a la comissaria de policia de la Via Laietana. Tot i que coneixia el capità de la Guàrdia d'Assalt, va anar directament a la Brigada Criminal, on se'l va trobar darrere una porta tot sol. Així, va ser l'última militant del POUM en veure'l viu. Ella mateixa va estar tres mesos i mig detinguda, primer a l'hotel Falcón i després a la presó de dones. Curiosament, la directora d'aquesta presó, Isabel Peiró Polo, també era militant del POUM, nomenada durant el mandat d'Andreu Nin com a conseller de Justícia, per la qual cosa la seva situació era prou bona. El seu marit, afiliat a la Unió General de Treballadors, també va ser detingut.
El 1939 es varen exiliar a França, a Tolosa de Llenguadoc. Allà, la Teresa va col·laborar amb la Resistència, hi ha constància que casa seva era un lloc d'estada pels membres que treballaven en la xarxa d'evasió. El seu marit Esteve Morell va ser arrestat per les S.S. i morí a un camp de concentració d'Alemanya. Ella va poder escapar-se'n gràcies al seu coneixement de la llengua auxiliar internacional esperanto.
Acabada la Segona Guerra Mundial, varen marxar amb el fill petit a l'Amèrica del Sud (el gran es va quedar a França). Varen viure al Departament de Santa Cruz (Bolívia) i a São Paulo (Brasil) i finalment varen tornar a França i es varen instal·lar a París. Després de la mort del general Franco, Teresa va tornar a viure a Palafrugell (anys setanta-vuitanta). L'any 1988 es va traslladar a una residència a Le Soler, prop de Perpinyà, on va morir el 17 d'octubre de 2010, als 101 anys.